# Rikissa Birgersdotter (Bjälboätten)
Rikissa Birgersdotter, född omkring 1238, död före 13 december 1288, var furstinna av Werle, dotter till svenske riksföreståndaren jarl Birger Magnusson (död 1266) och prinsessan Ingeborg Eriksdotter (död 1254).
Rikissa gifte sig första gången i Oslo 1251 med kung Håkon den unge av Norge (1232-1257). Paret fick sonen Sverre Håkansson (1252-1261), som efter faderns tidiga död 1257 blev norsk tronarvinge men dog som barn redan 1261.
Rikissa gifte sig andra gången 1262 med furst Henrik I av Werle (mördad 1291). Paret fick dottern Rikissa av Werle (levde 1312), gift med hertig Albrekt den fete av Braunschweig-Göttingen (död 1318)